# Gneu Domici Calví Màxim (cònsol 53 aC)
Gneu Domici Calví Màxim (llatí: Cneus Domitius M. F. M. N. Calvinus Maximus) va ser un magistrat romà del segle I aC.
Era llegat de Valeri Flac a l'Àsia l'any 62 aC i tribú de la plebs el 59 aC quan va donar suport al cònsol Marc Bíbul contra Juli Cèsar (i contra l'altre tribú, Publi Vatini).
L'any 56 aC va ser pretor i va dirigir els judicis de Luci Calpurni Bèstia, i de Marc Celi (acusat d'intentar enverinar a Clòdia.

## Primer consolat
L'any 54 aC va ser candidat al consolat, i tant ell com el candidat Gai Memmi van utilitzar els suborns per guanyar, cosa que els va enfrontar amb els cònsols sortints. Els problemes van obligar a demorar l'elecció (amb l'excusa d'uns mals auspicis) i a l'octubre els candidats van ser portats a judici acusats de suborn (ambitus) però se’n van lliurar per la protecció dels pompeians. L'interregne va durar nou mesos i Calví mentre, es va guanyar el favor de Pompeu al votar a favor de l'absolució de Aule Gabini, i finalment va ser elegit cònsol amb Marc Valeri Messal·la.
La situació es va repetir a l'elecció dels cònsols del següent any (Miló i Hipseu) que finalment tampoc van poder ser elegits. Durant una de les assemblees en les quals els cònsols eren elegits, presidides pels cònsols sortints, el poble va tirar pedres i Calví va ser ferit.
Després desapareix uns anys de la política però després de l'inici de la Segona Guerra Civil romana l'any 49 aC el trobem compromès activament al costat de Juli Cèsar, i comandant la cavalleria a les ordres de Curió a l'Àfrica. Després de la batalla del Bàgradas va aconsellar a Curió de fugir i li va prometre que no l'abandonaria.
L'any 48 aC Cèsar el va enviar amb dues legions a Il·líria i Macedònia, però no hi va haver cap combat important. Expulsat de Macedònia per Faust va entrar a Tessàlia on va derrotar a Metel Escipió i va ocupar algunes places fortes. Quan Cèsar va arribar a Dirràquium i va voler reunir les seves forces a les de Calví, aquest era al nord de Macedònia i estava a punt de caure en mans de Pompeu, però va aconseguir reunir-se amb Cèsar baixant fins a la frontera de Tessàlia. Va participar en la batalla de Farsàlia on va dirigir el centre i es va enfrontar a Metel Escipió.

## Governador
Després de Farsàlia, Cèsar li va confiar el govern de la província d'Àsia i territoris veïns, mentre Cèsar anava a Egipte. Calví li va enviar dues legions des d'Àsia. Es va enfrontar llavors a Farnaces II, el fill de Mitridates VI Eupator del Pont i va ser derrotat a Nicòpolis d'on es va poder escapar només amb una petita part del seu exèrcit. Cèsar va venir des d'Egipte i va derrotar a Farnaces a Zela, i va enviar Calví a empaitar als derrotats que van haver de rendir Sinope, però després es va acordar la pau. Cèsar volia tornar a Itàlia i va deixar a Calví encarregat dels afers d'Àsia (47 aC), on no s'hi va estar gaire, ja que l'any següent ja era a l'Àfrica i va assetjar a Considi a Thisdra.
L'any 45 aC era a Roma quan es va fer el judici del rei gàlata Deiotarus I, defensat per Ciceró. Cèsar va nomenar Calví el seu magister equitum per l'any 44 aC, però aquell any va ser assassinat, abans que Calví prengués possessió del càrrec.
Més tard a la guerra entre Octavi August i Marc Antoni contra els republicans, Calví va rebre ordres del primer d'enviar reforços des de Brundusium cap a Il·líria i al creuar la mar Jònica va ser atacat per Luci Estaci Murc i Gneu Domici Aenobarb i la seva flota destruïda i només algunes naus van poder tornar a Brundusium, entre elles la de Calví.

## Segon consolat
L'any 40 aC va ser elegit cònsol per segona vegada però abans d'acabar el mandat tant ell com el seu col·lega van haver de dimitir. L'any 39 aC era a la Hispània Citerior lluitant contra els revoltats ceretans, als que va derrotar. Després degué combatre altres rebel·lions a Hispània durant uns anys, ja que els Fasti li assignen victòries, però el triomf no el va celebrar fins a l'any 36 aC quan va tornar a Roma. Va dedicar una part dels diners que havia arreplegat a Hispània a celebrar aquest triomf.